# Ministry of Sound
Ministry of Sound или Ministry of Sound Group — мультимедийная развлекательная компания, базирующаяся в Лондоне, владеющая ночными клубам, издательским бизнесом и фитнес-студией, а также занимающаяся организацией мероприятий по всему миру. Первый клуб открыт 21 сентября 1991 года в районе Элефант-энд-Касл, боро Саутуарк в южном Лондоне.
Джеймс Палумбо — соучредитель, бывший председатель и главный исполнительный директор сети. Он передал повседневное управление бизнесом Лоуэну Презенсеру в 2007 году. В 2012 году Презенсер стал председателем совета директоров.
Название клуба и оригинальный логотип сделаны в стиле министерств британского правительства (таких как Министерство обороны). Оригинал логотипа был разработан Марком Вудхаусом и Джастином Беркманом, и был основан на отпускной решётке и короне, символах правительства Великобритании.

## Музыкальное издательство
Музыкальное издательство было основано в 2011 году. Оно не зависит от звукозаписывающей компании, приобретенной Sony Music, и возглавляется Беном Боди. В текущий список артистов входят Samim, Serge Santiago, Gregor Tresher, Dennis Ferrer и Angello & Ingrosso.